# 스펜서 개릿
스펜서 개릿 헤켄캠프(영어: Spencer Garrett Heckenkamp, 1963년 9월 19일~)는 미국의 배우, 영화 제작자이다.

## 출연 작품

### 영화
- 트루스 어바웃 엠마누엘 (2013) - 테드 역
- 밤쉘: 세상을 바꾼 폭탄선언 (2019) - 숀 해니티 역

### 텔레비전
- 서바이버스 리모스 (2015-17, Survivor's Remorse)
- 더 매지션스 (2016-18)
- 룸 104 (2017, Room 104)